# Arrone
Arrone est une commune italienne de la province de Terni dans la région Ombrie en Italie. Le village a obtenu le label des Plus Beaux Bourgs d'Italie.

## Administration
| Période                                  | Période | Identité | Étiquette | Qualité |
| ---------------------------------------- | ------- | -------- | --------- | ------- |
|                                          |         |          |           |         |
| Les données manquantes sont à compléter. |         |          |           |         |

### Hameaux
Bonacquisto, Casteldilago, Colleluccio, Colle S. Angelo, Palombare, Rosciano, Tripozzo, Valleludra, Vallecupa, Castiglioni

### Communes limitrophes
Ferentillo, Labro, Montefranco, Morro Reatino, Polino, Terni